# Linia kolejowa Herrnhut – Bernstadt

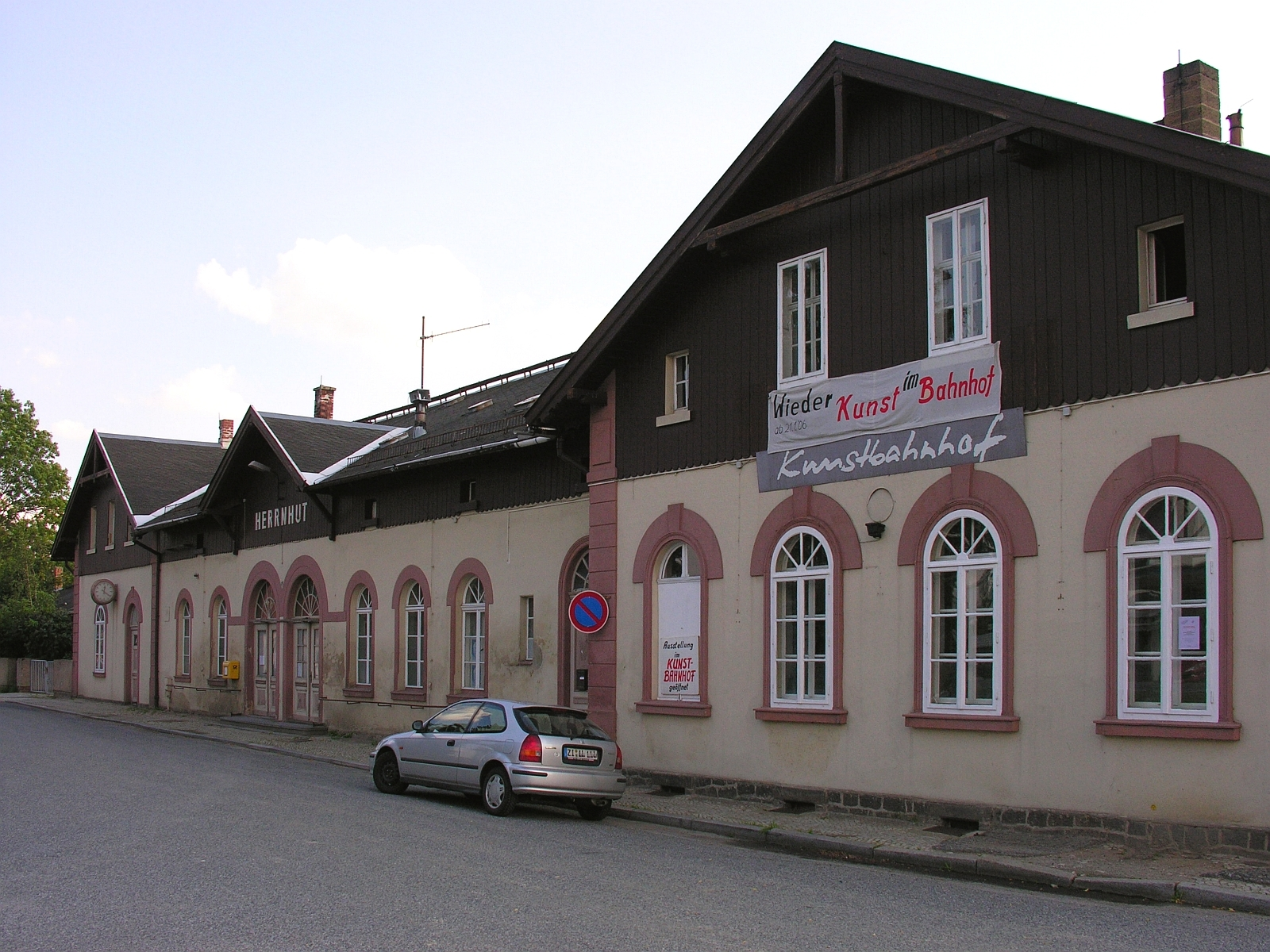
Dworzec w Herrnhut od strony miejscowości

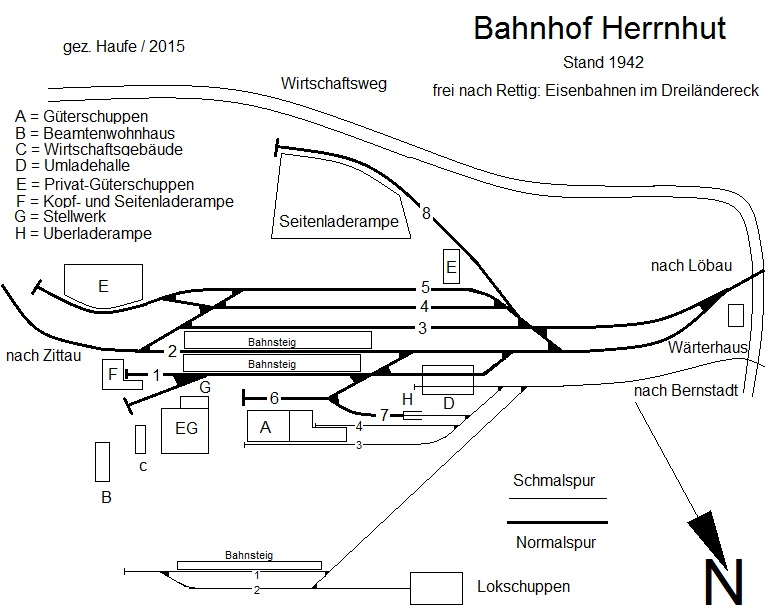
Schemat stacji Herrnhut

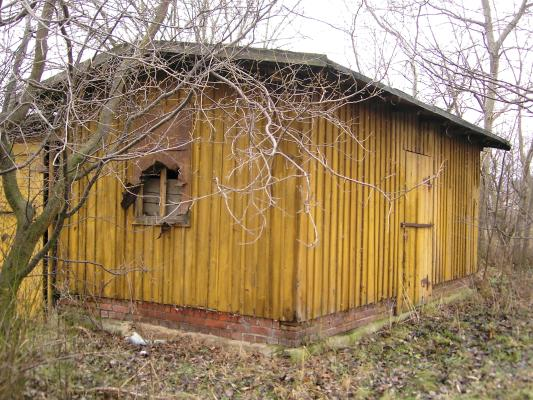
Zabudowa przystanku Niederstrahwalde

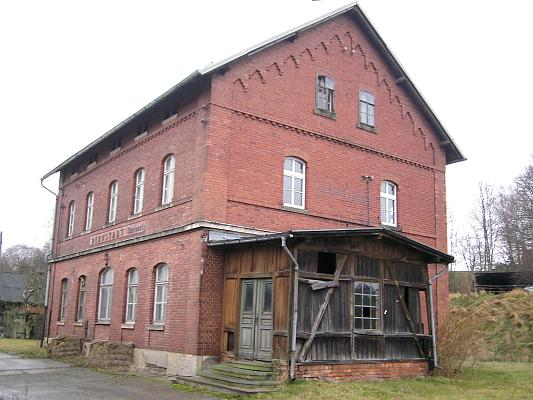
Dworzec w Bernstadt

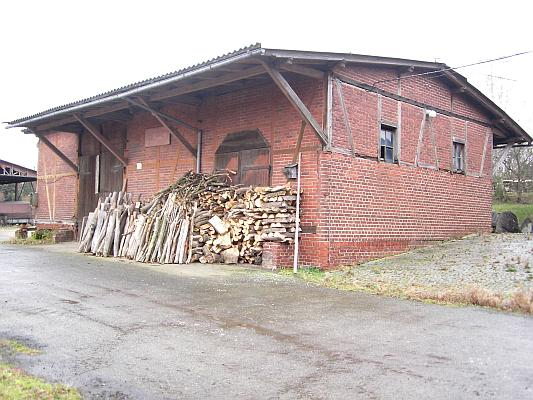
Magazyn w Bernstadt

Linia kolejowa Herrnhut – Bernstadt (niem. Schmalspurbahn Herrnhut–Bernstadt, pot. Pließnitztalbahn) – rozebrana, ślepa, jednotorowa, wąskotorowa linia kolejowa w Niemczech, na terenie Saksonii (Górne Łużyce), odchodząca w kierunku północno-wschodnim od normalnotorowej linii z Żytawy do Löbau na stacji Herrnhut (górnołuż. Ochranow) zlokalizowanej na jej 45,5 kilometrze.

## Historia
Linia miała długość 10,104 kilometra. Początkowo jako możliwą stację początkową wymieniano Löbau, a nie Herrnhut. Prace budowlane z Herrnhut rozpoczęto we wrześniu 1892, po tym, gdy parlament krajowy przyznał stosowną koncesję (saksońskie rozporządzenie w sprawie budowy i eksploatacji kolei pochodzi z 30 sierpnia 1892). Oprócz transportu pasażerskiego kolej stanowiła ważne połączenie towarowe dla lokalnego przemysłu, rolnictwa i leśnictwa. W budowę trasy zaangażowanych było około 240 pracowników, głównie Włochów (dniówki wynosiły od 1,50 RM do 3,97 RM). Całkowity koszt budowy zamknął się kwotą 787 616,18 ówczesnych RM. Uroczysty, inauguracyjny przejazd dla lokalnych oficjeli odbył się 30 listopada 1893. Publiczny ruch rozpoczęto 1 grudnia 1893.
Linia wybiegała z Herrnhut w pobliżu Strahwalde (górnołuż. Strawałd). Pociągi jeździły początkowo z maksymalną prędkością 20 km/h, z czasem podniesioną do 25 km/h. W 1894 kolej przewoziła 46 328 osób (średnio 127 dziennie). Głównymi ładunkami były: węgiel brunatny, bawełna, zboże, buraki cukrowe i odpady papierowe. Początkowo dochodziło do pomyłek w dostarczaniu towarów do Bernstadt auf dem Eigen (górnołuż. Bjenadźicy, pol. Biernacice), ponieważ istniała stacja Bernstadt in Schlesien (Bierutów). Zarządca kolei zasugerował więc zarządowi generalnemu określenie Bernstadt (Sachs) lub Bernstadt bei Herrnhut. 15 maja 1894 Generalny Inspektorat w Dreźnie zdecydował o nadaniu nazwy Bernstadt (Oberlausitz). W 1924 Deutsche Reichsbahn zamknęła przystanek Niederstrahwalde, ponieważ był używany w znikomym zakresie. W 1925 sugerowano wprowadzenie na kolej rolboków, ale nigdy do tego nie doszło. W rozkładzie jazdy 1937/1938, oprócz pociągów towarowych, kursowały pociągi pasażerskie z wagonami 2 i 3 klasy.
Rejon linii nie został w większy sposób dotknięty przez działania wojenne (pożar zniszczył jedynie zabytkowe budynki w Herrnhut). Od końca maja 1945 kolej została uruchomiona, prowadząc trzy pary pociągów pasażerskich dziennie. W dużej mierze służyła mieszkańcom miast do wyjazdów po ziemniaki, mąkę lub inne trudno wówczas dostępne artykuły żywnościowe. Schyłek linii nastąpił gdy administracja sowiecka zadecydowała, iż materiał, w tym dwie lokomotywy i kilka wagonów, należy wywieźć do ZSRR w ramach odszkodowań wojennych. Pod okiem Rosjan mężczyźni z okolicznych miejscowości przeprowadzili rozbiórkę szlaku. Demontaż trwał od 11 listopada do 15 grudnia 1945. Oficjalnie za datę zlikwidowania linii przyjmuje się 2 października 1945. Miejsce skierowania taboru w ZSRR jest nieznane. Mimo rozbiórki linia była jeszcze zaznaczona na Mapie przeglądowej Dyrekcji Kolei Drezno z sierpnia 1967 (tylko do użytku służbowego).

## Tabor
Podobnie jak w przypadku innych saksońskich kolei wąskotorowych początkowo pociągi prowadziły parowozy typu IK: z numerem 15 (1893-1896) jako lokomotywa główna i nr 22 (1893-1900) jako lokomotywa rezerwowa (w trakcji podwójnej poprowadziły pociąg inauguracyjny). Na krótko w Bernstadt przebywały parowozy nr 17 (1900-1926) i 21 (około 1900). Lokomotywa nr 23 stacjonowała w Bernstadt przez pierwsze kilka lat i od 1921 do 1924, a numer 14 od 1896 do 1925. Kiedy seria DR 9gs1 (dawniej typ IV K) zastąpiła lokomotywy typu IK, konieczne było wzmocnienie torowisk i wydłużenie hali lokomotywowni. Zwykle w lokomotywowni Bernstadt stacjonowały dwie lokomotywy, podlegające na przemian lokomotywowniom w Löbau i Żytawie (jedna w ruchu i jedna w rezerwie).
Na trasie z Herrnhut do Bernstadt w 1926 pojawiła się lokomotywa 99 555 i Bernstadt było jej lokomotywownią macierzystą. Do pomocy używano parowozów 99 525, 99 531, 99 546, 99 554, 99 558 i 99 595. Lokomotywa 99 525 przebywała w 1945 w Reichsbalnausbesserungswerk Chemnitz i tym samym nie podległa sowieckim reparacjom. W ręce sowietów wpadła tylko lokomotywa 99 558. Ponadto Armia Czerwona zabrała pięć wagonów osobowych, dwa bagażowe, 59 towarowych typu GGw, Ow, OOW, 00, Hw, HH i NPP.

## Pozostałości
Obecnie na większości starotorza przebiega ścieżka pieszo-rowerowa, która miejscami posiada nawierzchnię asfaltową. Zachowane są przepusty, niektóre budowle stacyjne i dworce, słupki hektometrowe, a w kilometrze 5,2 stoją dwa głazy pamiątkowe: jeden upamiętnia linię kolejową (daty 1893-1945), a drugi lokalny poziom wód powodziowych w latach 1992 i 1993. Na terenie dawnej stacji wąskotorowej w Herrnhut znajduje się obecnie parking supermarketu. Linia normalnotorowa z Żytawy do Löbau (przez Oberoderwitz) jest nieczynna od 1988.

## Przebieg linii
Na linii istniały początkowo następujące obiektu stacyjne:
- Niederstrahwalde – poczekalnia,
- Berthelsdorf – poczekalnia z przechowalnią bagażu wraz z pomieszczeniem na sprzęt (miejscowość Berthelsdorf),
- Oberrennersdorf / Rennersdorf (Oberlausitz) – poczekalnia z przechowalnią bagażu wraz z pomieszczeniem na sprzęt i magazyn towarowy,
- Niederrennersdorf / Hp Rennersdorf (Oberlausitz) – poczekalnia,
- Cunnersdorf / Kunnersdorf an der Eigen – poczekalnia z przechowalnią bagażu wraz z pomieszczeniem sprzętowym i magazynem towarowym,
- Bemstadt – budynek stacji, magazyn towarowy, budynek gospodarczy, dwupoziomowa maszynownia z przyłączoną stacją wodną i składem węgla[3].

W 1922 w Bernstadt dobudowano do budynku dworca niewielką werandę.
| Stacja / przystanek                                            | Km     | Wysokość n.p.m. |
| -------------------------------------------------------------- | ------ | --------------- |
| Herrnhut (stacja)                                              | 0,0    | 344,94          |
| Löbauer Straße (skrzyżowanie z drogą)                          | 0,81   | 346,64          |
| Wirtschaftsweg (wiadukt)                                       | 1,31   |                 |
| Niederstrahwalde (przystanek)                                  | 1,53   | 326,02          |
| Anst Weberei Gebr. Paul (bocznica do tkalni – 90 m, 1893-1945) | 3,062  |                 |
| Berthelsdorf (b Herrnhut) przystanek i ładownia                | 3,33   | 292,39          |
| Petersbach (most)                                              | 5,45   |                 |
| Flutbrücke (most)                                              | 5,57   |                 |
| Rennersdorf (Oberlausitz) przystanek i ładownia                | 5,87   | 258,14          |
| Hp Rennersdorf (Oberlausitz) przystanek                        | 7,01   | 249,49          |
| Kunnersdorf a. d. Eigen (przystanek i ładownia)                | 8,70   | 239,02          |
| Sandflüssel (most)                                             | 8,9    |                 |
| Durchlass Bach (most)                                          | 9,25   | 236,0           |
| Bernstadt (wiadukt)                                            | 9,86   | 234,09          |
| Zittauer Straße (S 128) skrzyżowanie z drogą                   | 10,07  | 234,49          |
| Bernstadt (Oberlausitz) stacja                                 | 10,104 | 234,49          |
| koniec torowiska                                               | 10,339 | 234,49          |